# Колелла, Джованни
Джованни Колелла (итал. Giovanni Colella; 10 августа 1966, Салерно, Италия) — итальянский футболист и тренер.

## Карьера
В качестве футболиста выступал за клуб «Сан-Дона», в котором Колелла начал свою тренерскую работу. В первые годы он работал с детскими составами, а спустя годы наставник перешел во взрослую команду. Затем специалист работал с несколькими коллективами Серии С. В 2020 году итальянец возглавил албанской Суперлиги «Аполония». Однако после неудачного старта Колелла был вынужден покинуть уйти в отставку: в первых пяти турах под его руководством команда набрала всего два очка. Второй приезд в Албанию получился намного успешнее. Он принял «Партизани» и по итогам сезона привел его к титулу чемпиона страны, став первым итальянцем, победившим в местном чемпионате. По итогам сезона покинул клуб.

## Достижения
- Чемпион Албании (1): 2022/23.